# Hurlingham Club (Argentina)
El «Hurlingham Club» es un club deportivo y social club ubicado en la ciudad de Hurlingham, provincia de Buenos Aires, Argentina. Toma su nombre del The Hurlingham Club que se encuentra en Londres, y comenzó sus actividades en 1888 por un grupo de angloargentinos. La ciudad de Hurlingham, como así también el partido de Hurlingham surgieron como consecuencia del club y tomaron su nombre de él.
En el club se practican distintos deportes, como el críquet, gimnasia, golf, equitación, polo, squash y tenis. El torneo de polo Abierto de Hurlingham el segundo más importante del país tras el Campeonato Argentino.
El club cubre 73 hectáreas y su campo de golf es de 18 hoyos, cuenta con cinco campos de polo, establos para trescientos caballos, escuelas de polo y equitación, 18 canchas de tenis, de las que seis son de pasto, un campo de críquet, dos piletas de natación, tres canchas de paddle y una sede social que posee un gimnasio, una cancha de squash y vestuarios.
El club, por otra parte, en su sede social, diseñada por los hermanos Alberto y Carlos Dumas con estilo anglonormando, alberga lugares de recreo, como restaurantes y bares, así como un hotel que está solo disponible para socios.
Hurlingham fue el primer lugar en la Argentina donde se practicó polo, por lo que la Asociación Argentina de Polo fue fundada en este club en 1922. Argentina, desde entonces, ha logrado posicionarse como una pionera en la práctica del polo, el club desde entonces alberga una de las mayores competiciones de este deporte, el Campeonato Abierto de Hurlingham. Sus instalaciones fueron sede de los Juegos Olímpicos de la Juventud de Buenos Aires 2018, para las competiciones de golf.

## Historia

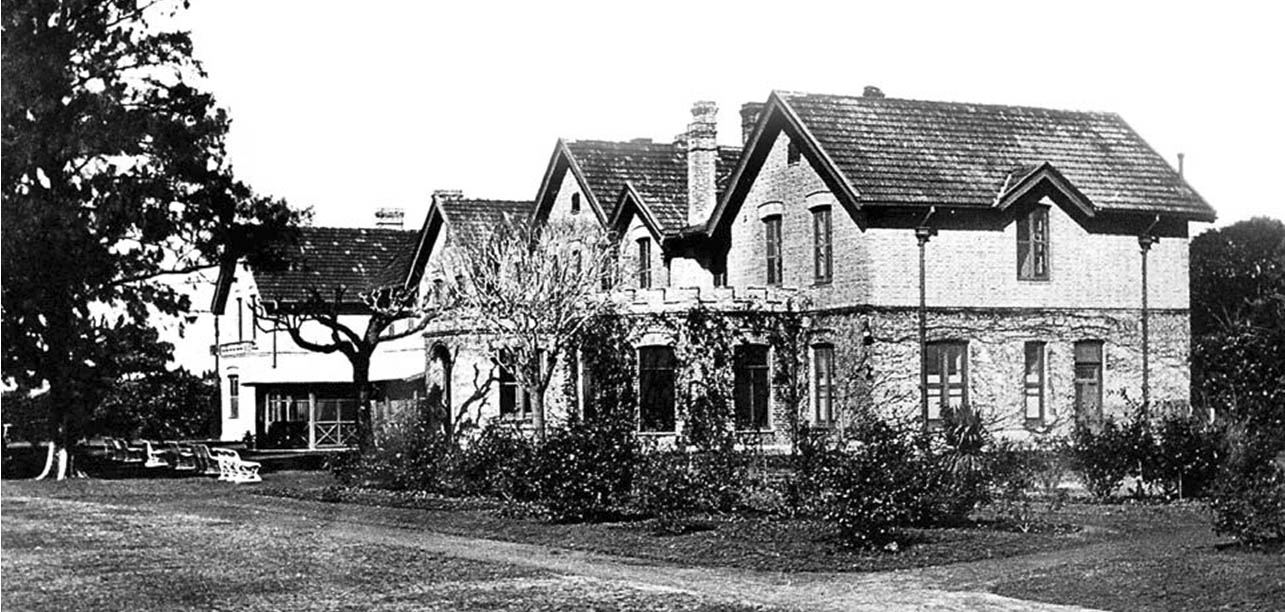
La primera casa club, inaugurada en 1894.

Para fines del siglo XIX, existían en Argentina muy pocos establecimientos donde se pudiesen practicar deportes. Debido a la construcción de ferrocarriles en Argentina por parte de capitales británicos, el país había recibido mucha inmigración de aquellos orígenes que buscaban aglutinarse para practicar sus deportes.
John Ravenscroft, un inglés residente en Puan, Buenos Aires, tuvo la idea de aglutinar a la comunidad inglesa en argentina creando un lugar donde se pudiese practicar todos los deportes que la comunidad gustaba de practicar en un solo lugar. Su intención fue copiar el modelo del London Hurlingham Club, institución reconocida en Londres, en Argentina. El estatuto del club fue escrito por en una reunión donde se juntaron fondos y se fijaron los principios de la institución, como una sociedad anónima, el cual fue aprobado por el mismísimo presidente Miguel Juárez Celman el 22 de noviembre de 1888.
Aunque su intención original era tener su sede en el porteño barrio de Belgrano, pronto tuvieron que descartar la idea por una cuestión de costos y tras un largo trajinar, consiguieron que otro ciudadano inglés, directivo del Ferrocarril Buenos Aires al Pacífico les consiguiese los terrenos donde hoy se asienta. En un principio no tenía parada propia, por lo que los miembros debían pedirle al conductor que pare a la altura de donde se encuentra el club para bajar. En la actualidad cuenta con la estación Rubén Darío, de la línea Urquiza, que se encuentra en inmediaciones al club.

En las visitas oficiales que realizan jefes de Estado británicos o miembros de la realeza británica a la Argentina, suele incluirse el club en el recorrido, por lo que fue visitado por el entonces Príncipe Carlos de Gales en 1999, como por otros miembros de la Corona británica, como Eduardo VIII, entre otros.

Galería de imágenes
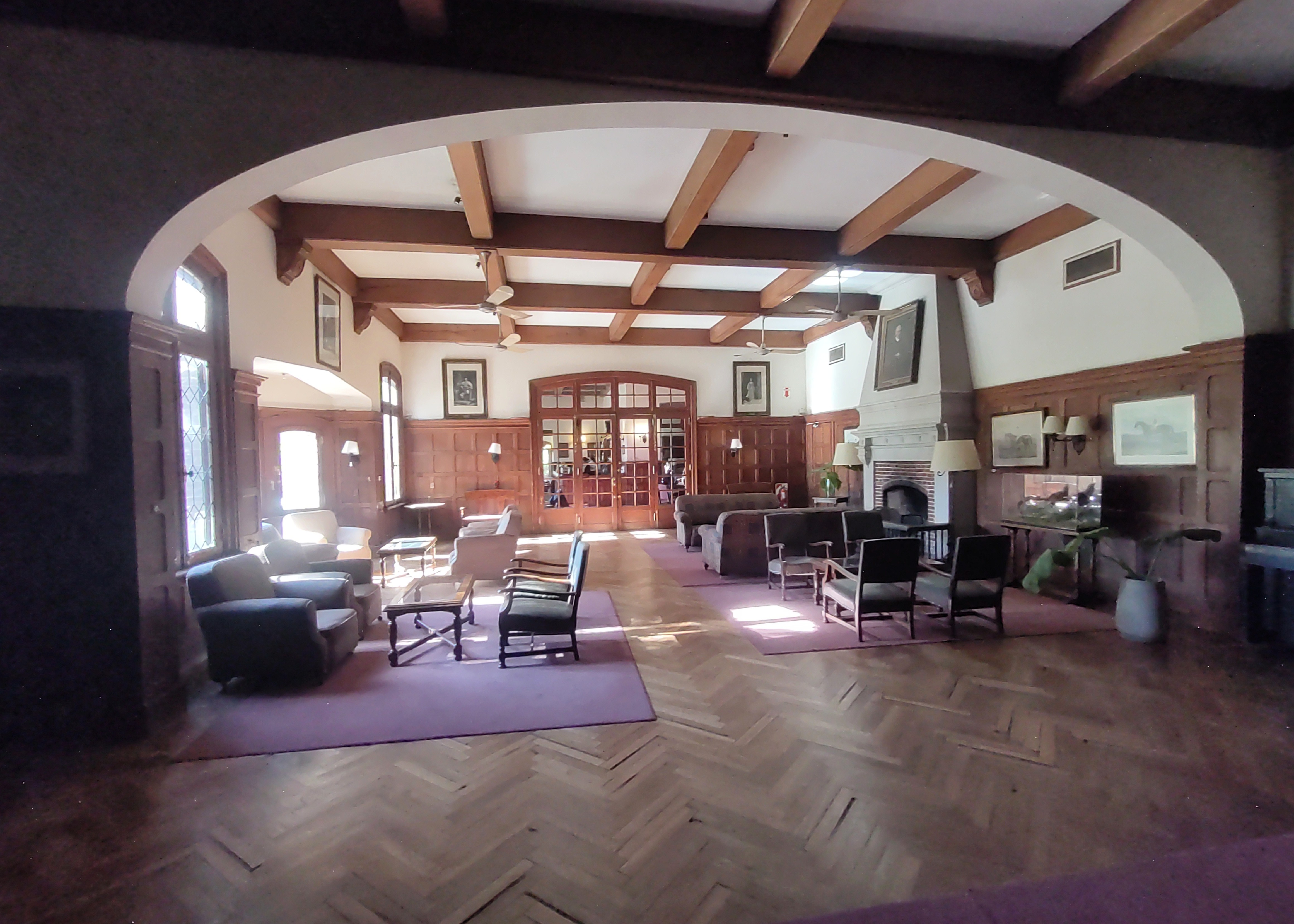
Interior
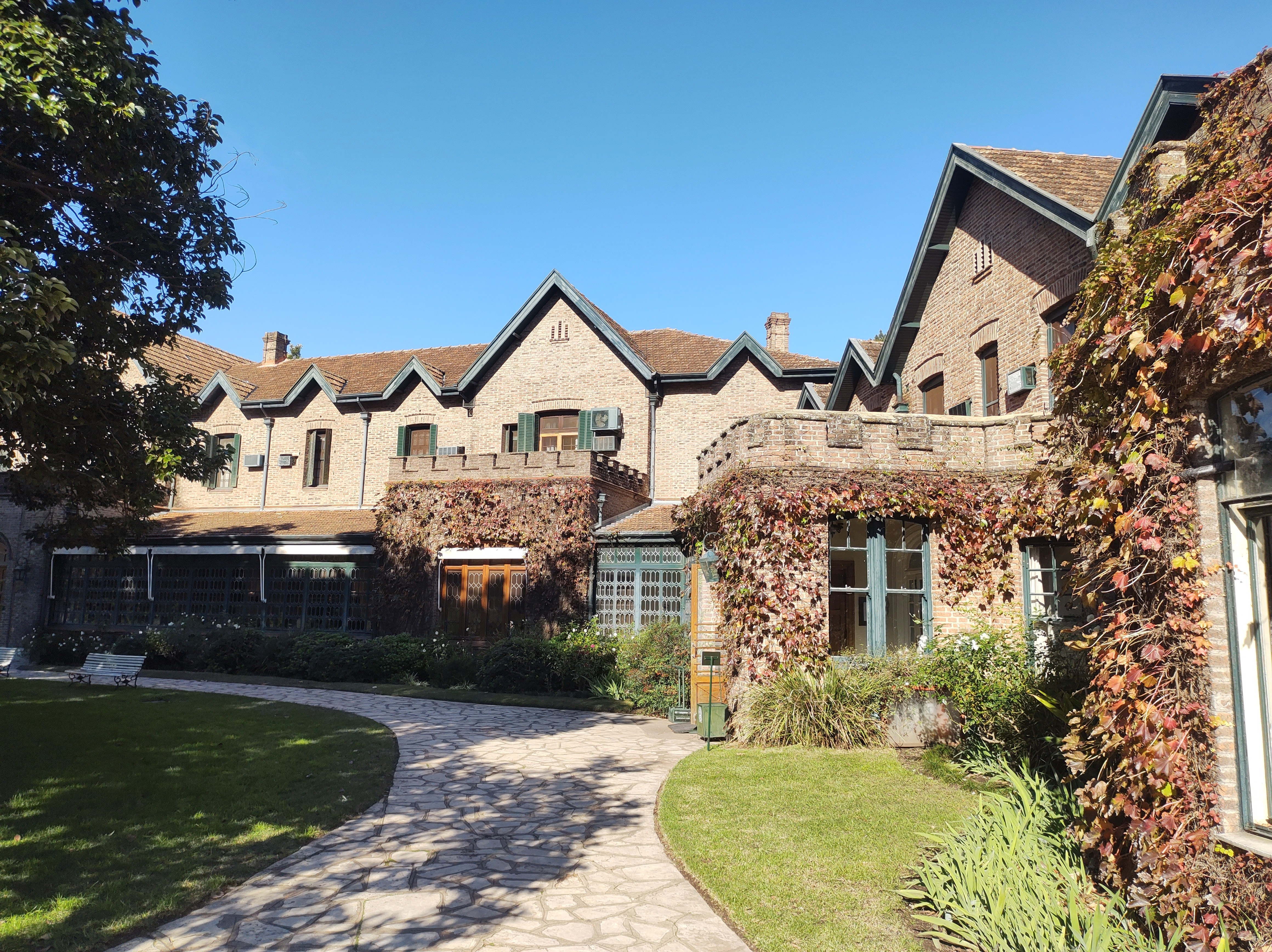
Exterior
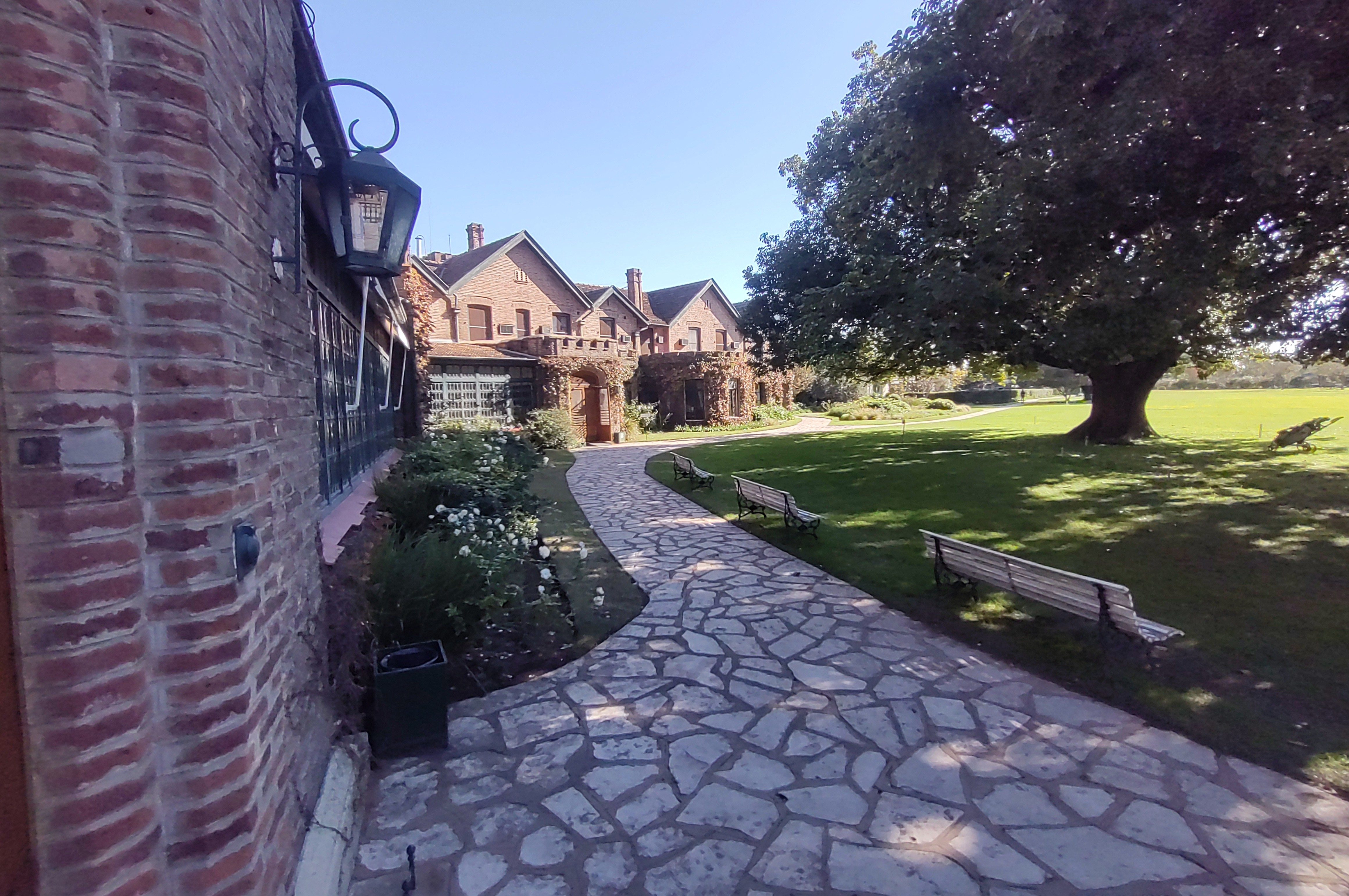
Exterior